# 細川晃弘
細川 晃弘（ほそかわ あきひろ、1986年2月11日 - ）は、ジャパンアクションエンタープライズ所属の俳優。東京都江戸川区出身。

## 出演

### テレビドラマ
- 特命係長 只野仁4thシーズン（2009年1月8日 - 3月12日、テレビ朝日）
- 天地人（2009年1月4日 - 11月22日、NHK）
- 外事警察（2009年11月14日 - 12月19日、NHK）
- run for money 逃走中 呪われた遊園地（2010年8月28日、フジテレビ） - 京本政樹吹き替え
- 塚原卜伝 第5話（2011年、NHK） - 捕り方 役
- 悪党〜重犯罪捜査班 第7話（2011年、テレビ朝日） - 氷室配下 役[1]
- 最後の晩餐 〜刑事・遠野一行と七人の容疑者〜（2011年5月14日、テレビ朝日） - セーフティー
- 戦国★男士（2011年、U局） - 相馬一派 役
- クロヒョウ2 龍が如く 阿修羅編（2012年4月5日〜6月21日、TBS） - 警官 役[1]
- ダブルフェイス 潜入捜査編（2012年10月15日、TBS） - 刑事 役[1]
- Zアイランド（2015年4月27日、dTV） - 反町組組員 役[1]
- プラチナエイジ（2015年5月5日、東海テレビ） - 若者 役[1]
- 三匹のおっさん2 第4話（2015年5月15日、テレビ東京） - 杉山の配下 役[1]
- ヤメゴク〜ヤクザやめて頂きます〜 最終回（2015年6月18日、TBS） - 警官 役[1]
- スニッファー 嗅覚捜査官（2017年、NHK） - アクションクルー[1]
- 特捜9 season7 第4話（2024年4月24日、テレビ朝日）[2]

### 特撮テレビドラマ
- 仮面ライダーシリーズ（テレビ朝日）
  - 仮面ライダーキバ（2008年 - 2009年）
  - 仮面ライダーディケイド（2009年）
  - 仮面ライダーW（2009年 - 2010年）
  - 仮面ライダーオーズ/OOO（2010年 - 2011年）
  - 仮面ライダーフォーゼ（2011年 - 2012年）
  - 仮面ライダーウィザード（2012年 - 2013年） - 木崎部下、刑事、グール 役
  - 仮面ライダービルド（2017年 - 2018年）
  - 仮面ライダーリバイス（2021年 - 2022年）
  - 仮面ライダーギーツ（2022年 - 2023年）
- スーパー戦隊シリーズ（テレビ朝日）
  - 炎神戦隊ゴーオンジャー（2008年 - 2009年）
  - 侍戦隊シンケンジャー（2009年 - 2010年）
  - 天装戦隊ゴセイジャー（2010年 - 2011年）
  - 海賊戦隊ゴーカイジャー（2011年 - 2012年
  - 特命戦隊ゴーバスターズ（2012年 - 2013年）
  - 獣電戦隊キョウリュウジャー（2013年 - 2014年）
  - 烈車戦隊トッキュウジャー（2014年 - 2015年）
  - 手裏剣戦隊ニンニンジャー（2015年 - 2016年）
  - 爆上戦隊ブンブンジャー（2024年） - カメラグルマー (声も担当)

### 映画
- 20世紀少年3部作
  - 20世紀少年 第1章 終わりの始まり（2008年8月30日） - SAT隊員 役
  - 20世紀少年 第2章 最後の希望（2009年1月31日）
  - 20世紀少年 最終章 ぼくらの旗（2009年8月29日）
- 劇場版TRICK 霊能力者バトルロイヤル（2010年）
- 十三人の刺客（2010年） - 明石藩士 役[1]
- エイトレンジャー∞（2012年） - 幹部 役[1]
- 海賊戦隊ゴーカイジャーVS宇宙刑事ギャバン THE MOVIE（2012年）
- 関ヶ原（2017年） - 戦場荒らし 役
- 仮面ライダーシリーズ
  - 劇場版 さらば仮面ライダー電王 ファイナル・カウントダウン（2008年）
  - 劇場版 超・仮面ライダー電王&ディケイド NEOジェネレーションズ 鬼ヶ島の戦艦（2009年）
  - 劇場版 仮面ライダーディケイド オールライダー対大ショッカー（2009年）
  - 仮面ライダー×仮面ライダー W&ディケイド MOVIE大戦2010（2009年）
  - 仮面ライダー×仮面ライダー×仮面ライダー THE MOVIE 超・電王トリロジー EPISODE RED ゼロのスタートウィンクル（2010年）
  - 仮面ライダーW FOREVER AtoZ/運命のガイアメモリ（2010年）
  - 仮面ライダー×仮面ライダー オーズ&ダブル feat.スカル MOVIE大戦CORE（2010年）
  - 劇場版 仮面ライダーオーズ WONDERFUL 将軍と21のコアメダル（2011年）
  - 仮面ライダー×仮面ライダー フォーゼ&オーズ MOVIE大戦MEGA MAX（2011年）
  - 仮面ライダー×仮面ライダー ウィザード&フォーゼ MOVIE大戦アルティメイタム（2012年） - 兵隊
  - 平成仮面ライダー20作記念 仮面ライダー平成ジェネレーションズ FOREVER（2018年）
  - 劇場版 仮面ライダージオウ Over Quartzer（2019年）[3]
  - 仮面ライダーガヴ お菓子の家の侵略者（2025年）
- スーパー戦隊シリーズ
  - 侍戦隊シンケンジャー 銀幕版 天下分け目の戦（2009年）
  - 侍戦隊シンケンジャー VS ゴーオンジャー 銀幕BANG!!（2010年）
  - 天装戦隊ゴセイジャー エピックON THEムービー（2010年）
  - 天装戦隊ゴセイジャーVSシンケンジャー エピックon銀幕（2011年）
  - ゴーカイジャー ゴセイジャー スーパー戦隊199ヒーロー大決戦（2011年）
  - 劇場版 動物戦隊ジュウオウジャーVSニンニンジャー 未来からのメッセージ from スーパー戦隊（2017年）
  - ナンバーワン戦隊ゴジュウジャー 復活のテガソード（2025年）
- スーパーヒーロー大戦シリーズ
  - 仮面ライダー×スーパー戦隊 スーパーヒーロー大戦（2012年）
  - 仮面ライダー×スーパー戦隊×宇宙刑事 スーパーヒーロー大戦Z（2013年）
  - スーパーヒーロー大戦GP 仮面ライダー3号（2015年）
  - 仮面ライダー×スーパー戦隊 超スーパーヒーロー大戦（2017年）

### 舞台
- 滝沢演舞城（2009年） - アンサンブル
- 新春滝沢革命|新春人生革命/新春滝沢革命（2010年） - アンサンブル
- EXILE LIVE TOUR 2010 "FANTASY" 全国公演（2010年7月17日 - 10月2日） - セーフティー
- 劇団EXILE「レッドクリフ 愛」（2011年） - アンサンブル
- 滝沢歌舞伎（2011年） - アンサンブル
- SAMURAI 7（2012年） - アンサンブル
- 十二月大歌舞伎（2012年） - アンサンブル
- 青の祓魔師〜魔神の落胤〜（2012年5月11日 - 17日） - アンサンブル
- 六月大歌舞伎（2012年） - アンサンブル
- メサイア「白銀ノ章」（2014年1月15日‐19日） - アンサンブル
- 滝沢歌舞伎2014（2014年3月6日 - 5月6日） - アンサンブル[1]
- Dream Boys（2014年9月4日 - 9月30日）
- コミックジャック（2014年11月13日 - 24日） - アンサンブル[1]
- SONG WRITERS（2015年7月20日 - 8月16日） - チェット・デニス 役 他
- ミュージカル『薄桜鬼』〜新選組奇譚〜（2016年1月4日 - 17日） - アンサンブル[1]
- GOKU（2016年2月16日 - 28日） - アンサンブル[1]
- 曇天に笑う（2016年5月27日 - 6月5日） - アンサンブル[1]
- 遙かなる時空の中で5 風花記（2016年8月11日 - 21日） - アンサンブル[1]
- サムライモード（2016年9月24日 - 27日） - アンサンブル[1]
- メサイア～暁の刻～（2017年2月11日 - 19日） - アンサンブル[1]
- メサイア～悠久乃刻～（2017年8月31日 - 9月24日） - アンサンブル[1]
- 炎の蜃気楼 昭和編 紅蓮坂ブルース（2017年10月12日 - 17日） - アンサンブル[1]
- 炎の蜃気楼 昭和編 散華行ブルース（2018年8月11日 - 19日） - アンサンブル[1]
- 君死ニタマフ事ナカレ零＿改（2018年11月29日 - 12月9日） - スミ 役[1]
- メサイアトワイライト～黄昏の荒野～（2019年2月7日 - 3月2日） - アンサンブル[1]
- ミュージカル『薄桜鬼』〜風間千景篇〜（2019年4月5日 - 21日） - アンサンブル[1]
- 紅葉鬼（2019年6月28日 - 7月7日） - アンサンブル[1]
- メサイア-黎明乃刻-（2019年9月5日 - 23日） - アンサンブル[1]
- 乱玉のボクサー（2020年3月18日 - 22日）[4]
- PERSONA5 the stage #2（2020年10月1日 - 4日 / 10月17日 - 18日） - 中野原夏彦 役
- 明治モダン歌劇「恋花幕明録〜前日譚〜」（2024年2月8日 - 25日）[5]
- 「ROCK MUSICAL BLEACH」
  - 〜Arrancar the Beginning〜（2024年5月12日 - 6月2日）[6]
  - 〜Arrancar the Final〜（2025年2月8日 - 3月9日）[7]
- 「戦隊大失格」ザ・ショー（2024年9月11日 - 16日） - イエローキーパー（赤刎創星） 役[8]

### Vシネマ
- 仮面ライダーシリーズ
  - 仮面ライダーW RETURNS（2011年）
    - 仮面ライダーアクセル
    - 仮面ライダーエターナル

  - 鎧武/ガイム外伝 仮面ライダーデューク/仮面ライダーナックル（2015年） - 社員 役
  - 仮面ライダーギーツ ジャマト・アウェイキング（2024年）
- スーパー戦隊シリーズ
  - 帰ってきた特命戦隊ゴーバスターズVS動物戦隊ゴーバスターズ（2013年）
  - 帰ってきた動物戦隊ジュウオウジャー お命頂戴!地球王者決定戦（2017年）
  - 王様戦隊キングオージャーVSドンブラザーズ（2024年）
  - 爆上戦隊ブンブンジャーVSキングオージャー（2025年）

### ネットムービー
- ネット版 仮面ライダー×スーパー戦隊×宇宙刑事 スーパーヒーロー大戦乙!〜Heroo!知恵袋〜あなたのお悩み解決します!（2013年）
- 冥黒の黙示録 ラケシス（2025年）